# عمرو بن الحمق
عمرو بن الحمق بن الكاهن الخزاعي، هو صحابي أسلم قبل الفتح وهاجر. وقيل أنه أسلم عام حجة الوداع. روى عمرو عن النبي العديد من الأحاديث وكان من أصحاب علي بن أبي طالب، شارك معه في حروب الجمل وصفين والنهروان. قُتِلَ سنة 50هـ.

## نسبه
- عمرو بن الحمق بن كاهل ويقال الكاهن بن حبيب بن عمرو بن القين بن رزاح بن عمرو بن سعد بن كعب بن عمرو الخزاعي الكعبي.[3]

## إسلامه
قيل أنه أسلم قبل فتح مكة وهاجر. وقيل إنه أسلم عام حجة الوداع. والمُرجّح هجرته إلى المدينة المنورة بعد صلح الحديبية الذي كان أحد أهم بنوده: (فمن أحب من القبائل أن يتحالف مع النبي فليتحالف)، فتحالفت قبيلة خزاعة مع النبي، وهاجر الكثير من أفرادها إليه، وكان منهم عمرو بن الحمق الخزاعي. ورد في بعض الأحاديث أنه سقى النبي شربة ماء فدعى له أن يمتعه الله بشبابه، فبقي ثمانين سنة لا يُرى في لحيته شعرة بيضاء.

## أحداث الفتنة الكبرى
بعد وفاة النبي، سكن الشام، ثم الكوفة، وقيل أنه كان من قتلة عثمان بن عفان. وأنه ممن حاصروا عثمان بن عفان في داره مع كنانة بن بشر وابن عديس البلوي وغيرهم. حيث روى ابن خلدون والطبري وابن الأثير الجزري وابن كثير أن عمرو بن الحمق طعن عثمان تسع طعنات. وكذب هذه الرواية آخرون. ثم اصطف مع علي، فشهد معه معركة الجمل وصفين.

## مقتله
توفي سنة خمسين من الهجرة وذلك أنه كان من الذين قاموا مع حجر بن عدي، فتطلبه زياد والي البصرة، فهرب إلى الموصل، فبعث معاوية إلى نائبها، فطلبوه فوجدوه قد اختفى في غار فنهشته حيّة، فمات فقطع رأسه، فبعث به إلى معاوية، فطيف به في الشام وغيرها، فكان أول رأس طيف به، ثم بعث معاوية برأسه إلى زوجته آمنة بنت الشريد -وكانت في سجنه- فألقي في حجرها، فوضعت كفها على جبينه ولثمت فمه، وقالت : غيبتموه عني طويلا، ثم أهديتموه إلي قتيلا، فأهلا بها من هدية غير قالية ولا مقلية.